# フィドルヘッド

シダのフィドルヘッド

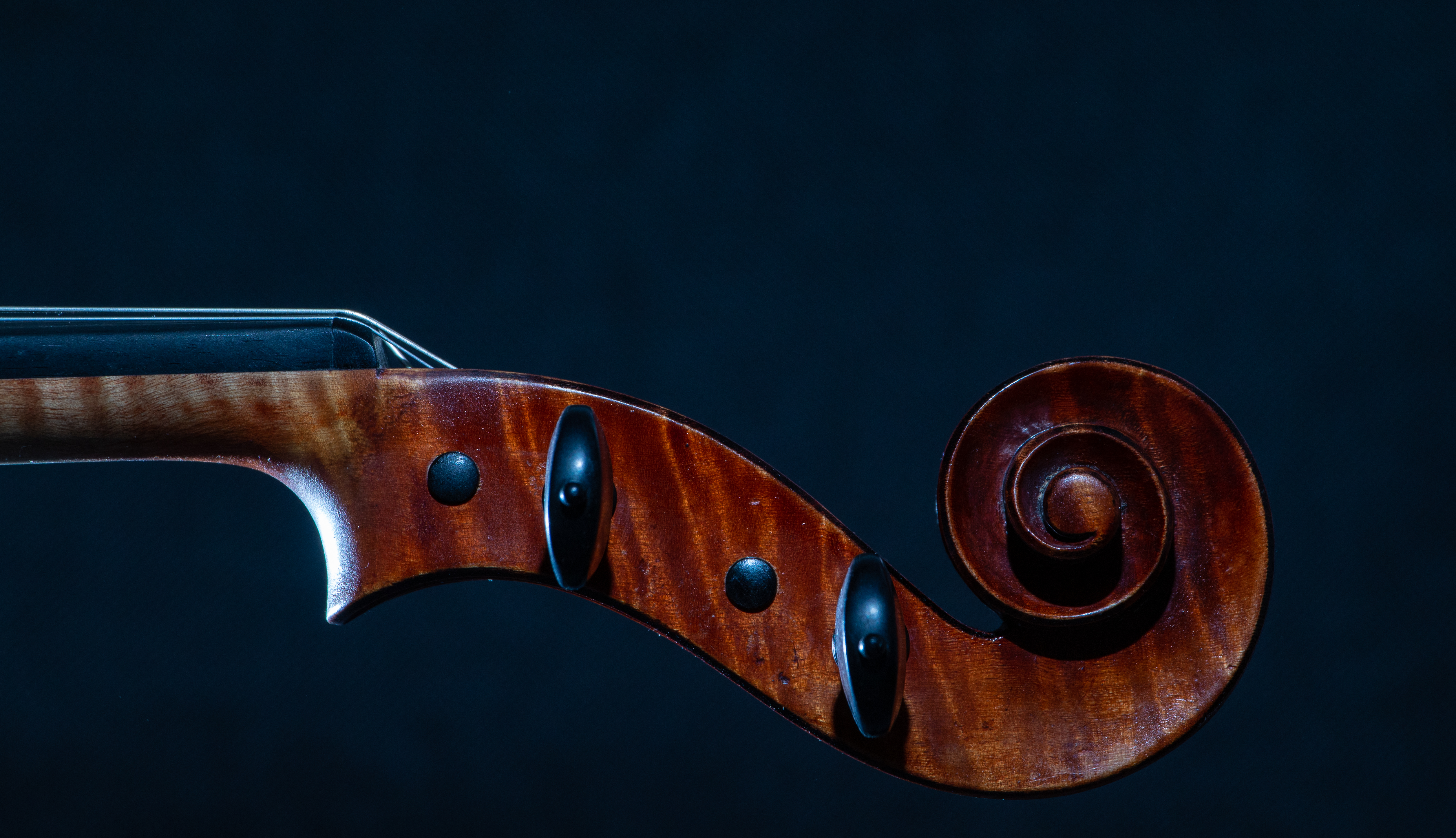
ヴィオラのスクロール

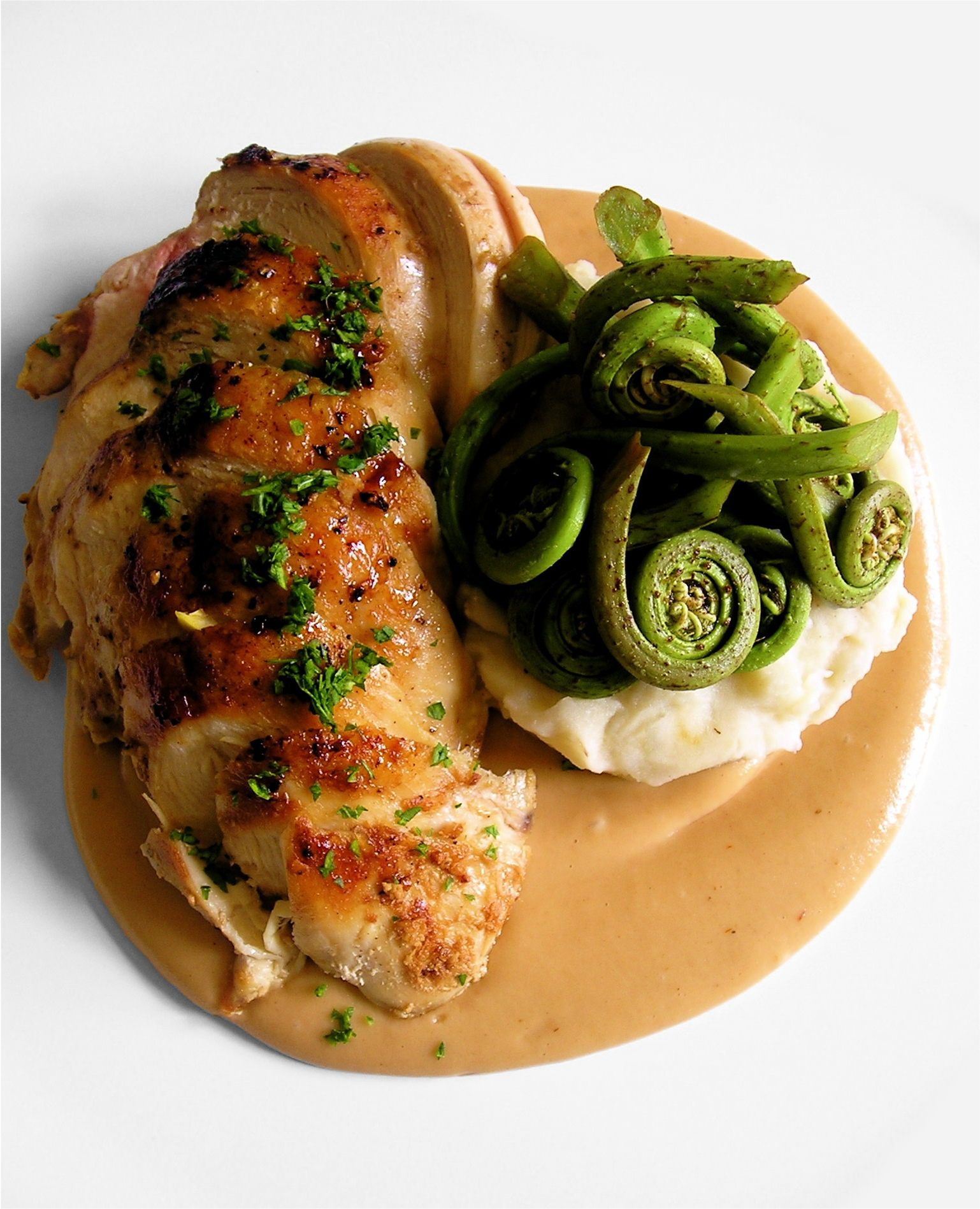
フィドルヘッドが使われた鶏肉料理

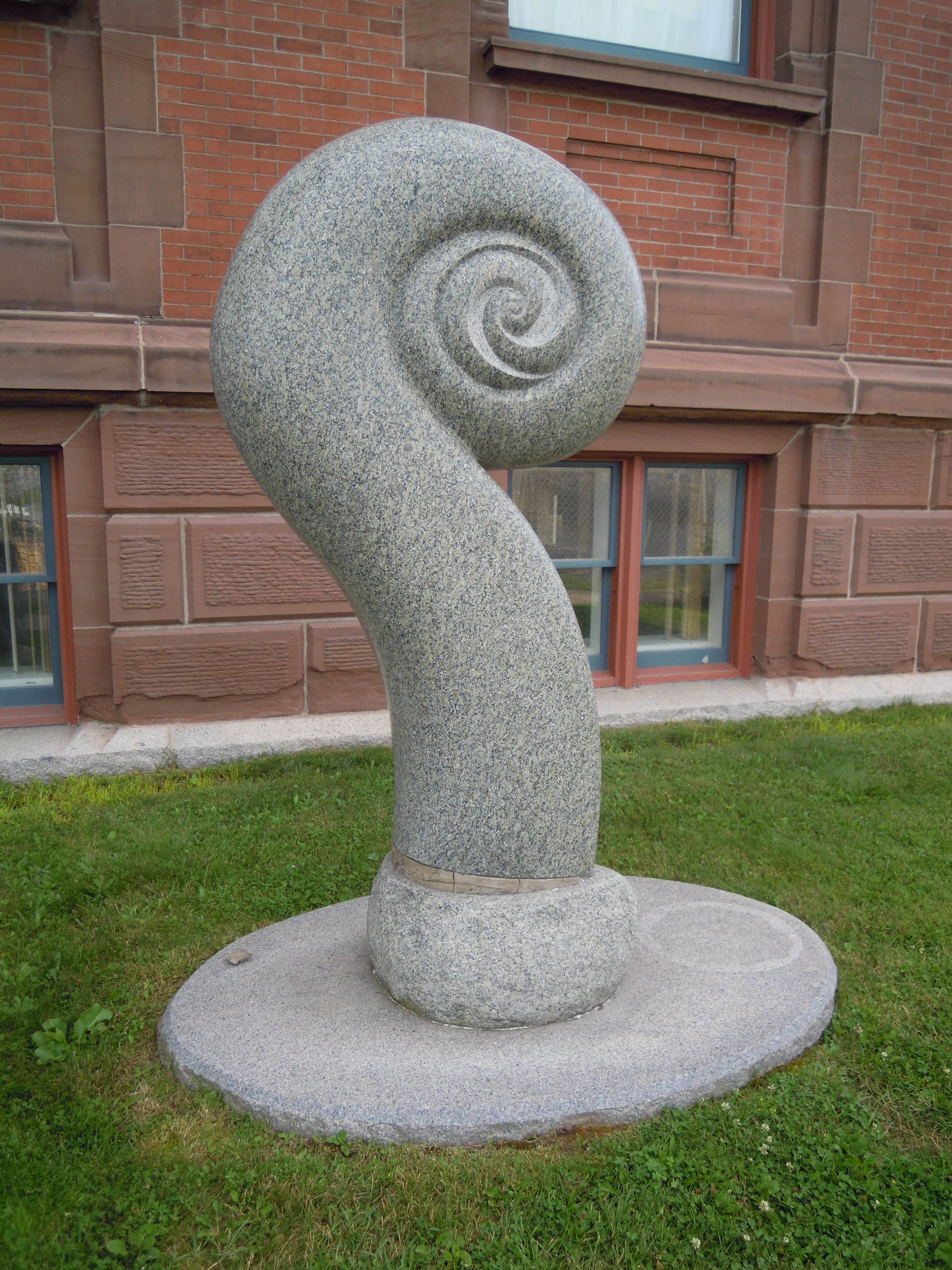
カナダのニューブランズウィック州、セントジョンにあるセントジョンアーツセンターに設置された彫刻家ジム・ボイドによるオブジェ「フィドルヘッド」

フィドルヘッド（fiddlehead）は、未展開のシダ類の若い葉のことで、山菜として収穫される。日本語ではワラビ巻きと訳される。
植物体につけたままにしておくと、ワラビ巻きは展開し新しい葉になる。山菜として利用する場合は開ききって背が高くなる前に地面に近い位置で刈り取られる。植物学的なワラビ巻きについての説明は「羽葉#ワラビ巻き」を参照。
一部シダ植物のフィドルヘッドは動物にとって有毒な成分を含むこともある。詳細はワラビ中毒を参照。
フィドルヘッドは、フィドルなどの弦楽器の先端にあるカールした装飾（スクロールと呼ばれる）に似ている。また、司教が使う司教杖にちなんで crozier とも呼ばれ、その起源は羊飼いが使う杖にある。

## 種類
いくつかのシダ類のフィドルヘッドは山菜として食べられている。中でもよく知られているものを以下に示す。
- ワラビ（Pteridium aquilinum） - 世界中で見られる（十分に加熱しないと毒性がある）
- クサソテツ（Matteuccia struthiopteris） - 東アジア、ヨーロッパと北米の中央・東部に生息。日本ではフィドルヘッドをコゴミとして供される[4]。
- セイヨウメシダ（Athyrium filix-femina） - 北半球の温帯域に分布する。
- ヤマドリゼンマイ（Osmundastrum cinnamomeum） - 北米東部で見られるが、クサソテツほど食用にはならない。
- レガリスゼンマイ（Osmunda regalis） - 世界中に分布する。
- ステノクラエナ属の一種（Stenochlaena palustris） - マレーシアのサラワク州に生息する。地元では珍味として珍重されている[5][6]。
- ゼンマイ（Osmunda japonica） - 東アジアに生息する。
- クワレシダ（Diplazium esculentum） - アジア、オセアニアに分布する。

また、フィドルヘッドは観賞用としても価値があるため、生息数の少ない温帯地域では非常に高価で取引されることもある。

## 収穫

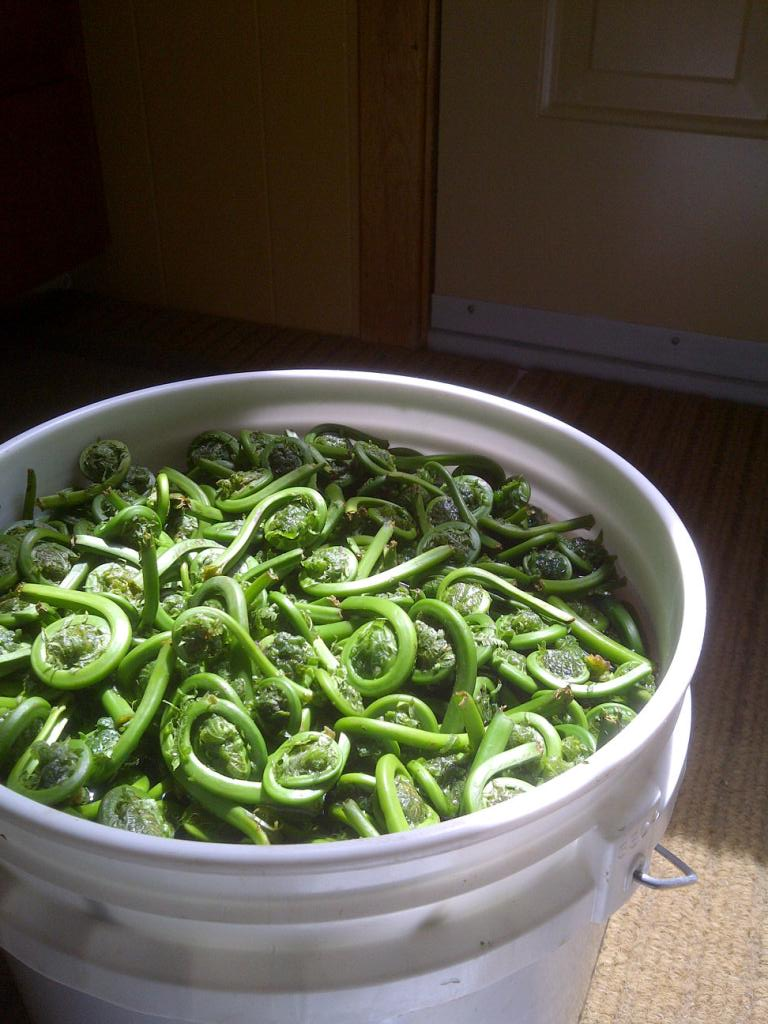
採れたてのフィドルヘッドを入れたバケツ

季節ごとに入手可能なフィドルヘッドは、春になると採集され、商業的に収穫される。持続的に収穫するために、フィドルヘッドを収穫する際は、小さな株からの収穫は避け、植物全体の1/3程度の先端のみを取ることが推奨されている。一株から数本の葉が出るが、同じ個体から何度も摘み取ると枯れてしまう。持続可能な収穫方法を維持することは、農作物でない食用種を増殖させる上で重要である。

## 調理

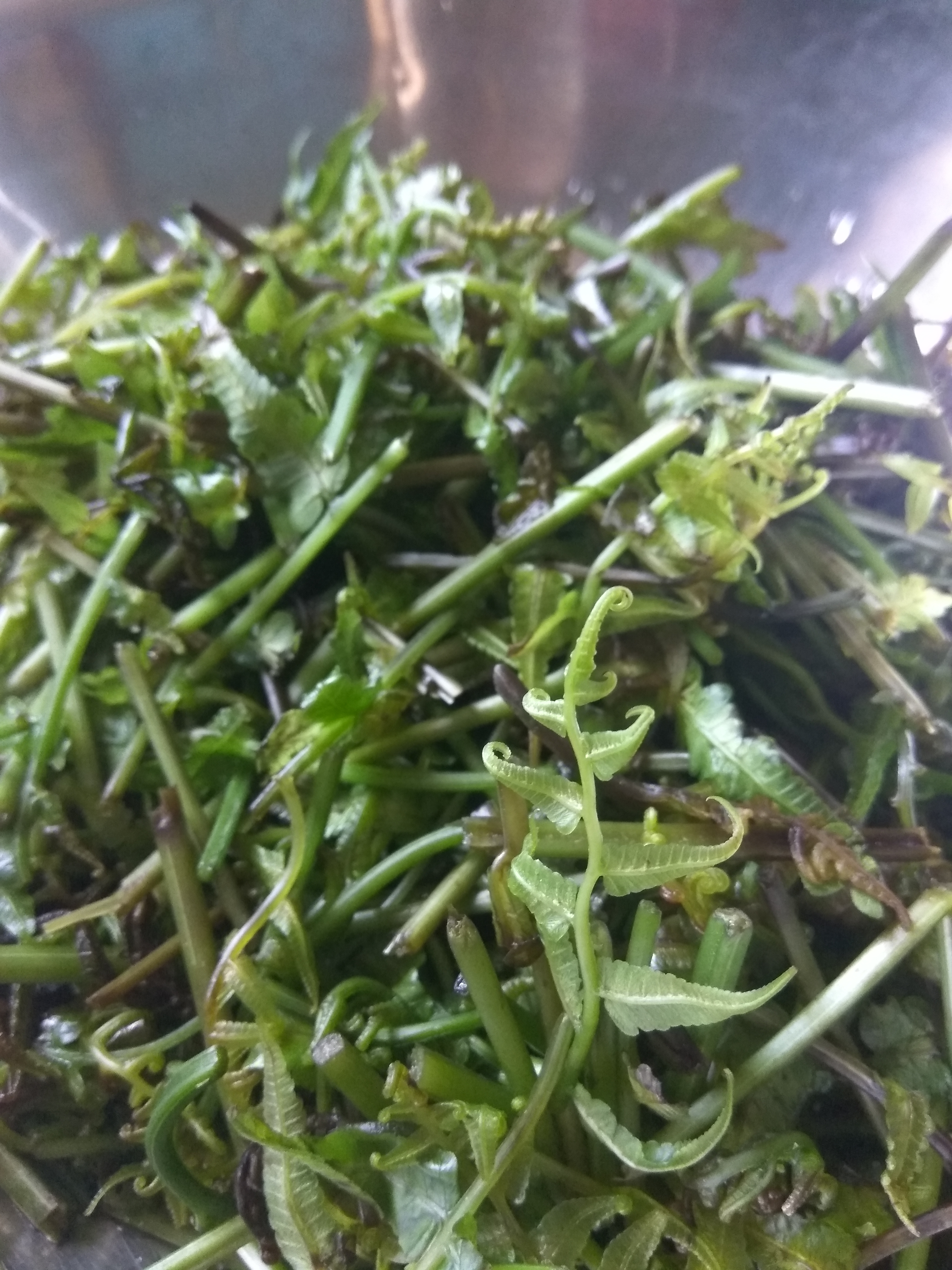
山菜として用いられるフィドルヘッド

フィドルヘッドは、アジア全域や、アメリカ先住民の間などで何世紀にもわたって伝統的な食生活の一部として食べられてきた。

### アジア料理
インドネシアでは、若いフィドルヘッドを、唐辛子、ガランガル、レモングラス、ウコンの葉などのスパイスで味付けした濃厚なココナッツソースで煮込んで食べる。この料理は「gulai pakis」または「gulai paku」と呼ばれ、インドネシアのミナンカバウ族が起源である。
フィリピンでは、クワレシダ（現地では「pakô」と呼ばれる）の若い葉を、トマトや塩漬けの卵と一緒に和え、シンプルなヴィネグレットソースをかけて作るサラダがよく食べられている。
東アジアでは、ワラビの若芽は野菜として食べられており、韓国ではコサリ（고사리）、中国や台湾ではジュエカイ（蕨菜）と呼ばれる。韓国では、ワラビの若芽を炒めたコサリナムル（고사리나물）は代表的なパンチャン（小皿で食べるおかず）であり、ビビンバやユッケジャン、ピンデトッなどのポピュラーな韓国料理にも使われている。
日本ではワラビは珍重され、あく抜きをすることで野菜に含まれる毒素が無毒化されると言われている。春になるとゼンマイやコゴミ（クサソテツの新芽）が山菜としてよく食べられている。また、わらび餅の伝統的な材料として使われることもある。

### インド料理
インド亜大陸では、主に北インドと北東インドのヒマラヤ山脈付近で、食用となる例がみられる。
トリプラ州では、コクバラ語で「Muikhonchok」と呼ばれ、炒めたものが「bhaja」というおかずとして食べられる。
ヒマーチャル・プラデーシュ州のマンディー県では「Lingad」、クッルー県では「lingri」と呼ばれ、「lingri ka achaar」というピクルスに使われる。カーングラー県ではカングリ方言で「lungdu」と呼ばれ、野菜として食べられている。チャンバ県では「Kasrod」と呼ばれる。
ウッタラーカンド州のクマーウーンでは「limbra」と、ガルワールでは、「languda」と呼ばれ、野菜として食べられている。
ダージリンやシッキム州では、「niyuro」（नियुरो）と呼ばれ、野菜のおかずとして一般によく食べられる。地元のチーズと混ぜることが多く、漬け物にすることもある。
西ベンガル州南部では、「Dheki Shaak」や「Dheki Shaag」（ঢেকী সাগ/শাক）と呼ばれる。
アッサム州では、「dhekia xak」（アッサム語: ঢেকীয়া শাক）と呼ばれ、人気が高い。ジャンムー・カシミール州のジャンムーでは、「kasrod」（कसरोड）と呼ばれている。ドーグラーの料理で最も有名なのは「kasrod ka achaar」（フィドルヘッドのピクルス）である。プーンチでは現地語で「Kandor」（कंडोर）と呼ばれる。キシュトワールでは、現地の言語であるキシュトワリで「ted」（टेड）と呼び、乾燥させたものをロティやパラタの付け合わせとして調理することもある。ジャンムー・カシミール州のランバン地区では、カー語で「DheeD」と呼ばれている。
また、コダグ地方の丘陵地帯でも見られる。現地語で「therme thoppu」と呼ばれ、パリヤにして、ご飯やオッティ（炊いたご飯と米粉で作るロティ）と一緒に食べる。

### ネパール料理
ネパールでは、niyuro (नियुरो) または niuro (निउरो) と呼ばれる季節の食べ物である。ネパール料理で最もよく使われるフィドルヘッドには3種類ある。सेती निउरोは茎が白っぽい緑色をしており、काली निउरोは暗紫色の茎を持ち、ठूलो निउरोは大きな緑色の茎を持つ。これらは野菜のおかずとして出され、現地の澄ましバターで調理されることが多い。酢漬けにもされる。

### 北米料理
クサソテツ（Matteuccia struthiopteris）は、地元では「fiddleheads」として知られ、春になると北アメリカ北東部の湿った地域に自生する。カナダ東部とメイン州のマリシート族、ミクマク族、ペノブスコット族は伝統的にフィドルヘッドを収穫しており、この山菜はまず18世紀初頭にアカディア人の入植者に、その後、1780年代にニューブランズウィック州に入植を始めたロイヤリストの入植者によって持ち込まれた。フィドルヘッドはこれらの地域の伝統的な料理として残っており、ほとんどの商業的収穫はニューブランズウィック州、ケベック州、メイン州で行われ、この野菜は特にニューブランズウィック州を象徴するものと考えられている。北米最大の野生のフィドルヘッドの生産・包装・流通業者は、2006年にオンタリオ州初の商業的フィドルヘッド農場をポートコルボーンに設立した。フィドルヘッドの生産地は、ノバスコシア州、バーモント州、ニューハンプシャー州にもある。カナダのニューブランズウィック州タイドヘッドは、「世界のフィドルヘッドの首都」と自称している。
フィドルヘッドは生や冷凍で売られている。新鮮なフィドルヘッドが市場に出回るのは春の数週間だけで、かなり高価である。しかし、酢漬けや冷凍のフィドルヘッドは、一年中店頭に並んでいる。蒸したり、茹でたり、ソテーしたりして、オランデーズソースやバター、レモン、酢、ニンニクなどと一緒に食べたり、冷たいサラダにしてマヨネーズと一緒に食べたりするのが一般的である。
カナダ保健省は、フィドルヘッドの調理について、茶色い紙のような殻を取り除いてから、何度か水を取り替えて洗い、茹でるか蒸す方法を推奨している。推奨する調理時間は、茹でる場合は15分、蒸す場合は10 - 12分である。茹でることで苦味が減り、タンニンや毒素が減少する。アメリカ疾病予防管理センターは、1990年代初頭に多発した食品を媒介とする疾病とフィドルヘッドとを関連付けている。

### マオリ料理
マオリの人々は歴史的にピコピコと呼ばれるシダ（ニュージーランドに生息する数種類のシダ）の若い芽を食べてきた。

## 成分
フィドルヘッドには、ナトリウムは少ないが、カリウムが豊富に含まれている。
また、多くのシダ植物のフィドルヘッドには、チアミン（ビタミンB1）を分解する酵素チアミナーゼが含まれている。これは、極端に過剰摂取すると脚気につながる可能性がある。
さらに、ワラビ（Pteridium属）などの特定の種には毒性があるという報告もある。調理にあたって、シキミ酸を分解するために十分に加熱することを推奨している報告もある。クサソテツ（Matteuccia struthiopteris）は、がんを引き起こすとは考えられていないが、未確認の毒素が含まれているという報告がある。